# Rudolf-Dietrich Nottebohm
 (décembre 2024).
La mise en forme du texte ne suit pas les recommandations de Wikipédia : il faut le « wikifier ».
Les points d'amélioration suivants sont les cas les plus fréquents :
- Les titres sont pré-formatés par le logiciel. Ils ne sont ni en capitales, ni en gras.
- Le texte ne doit pas être écrit en capitales (les noms de famille non plus), ni en gras, ni en italique, ni en « petit »…
- Le gras n'est utilisé que pour surligner le titre de l'article dans l'introduction, une seule fois.
- L'italique est rarement utilisé : mots en langue étrangère, titres d'œuvres, noms de bateaux, etc.
- Les citations ne sont pas en italique mais en corps de texte normal. Elles sont entourées par des guillemets français : « et ».
- Les listes à puces sont à éviter, des paragraphes rédigés étant largement préférés. Les tableaux sont à réserver à la présentation de données structurées (résultats, etc.).
- Les appels de note de bas de page (petits chiffres en exposant, introduits par l'outil «  Source ») sont à placer entre la fin de phrase et le point final[comme ça].
- Les liens internes (vers d'autres articles de Wikipédia) sont à choisir avec parcimonie. Créez des liens vers des articles approfondissant le sujet. Les termes génériques sans rapport avec le sujet sont à éviter, ainsi que les répétitions de liens vers un même terme.
- Les liens externes sont à placer uniquement dans une section « Liens externes », à la fin de l'article. Ces liens sont à choisir avec parcimonie suivant les règles définies. Si un lien sert de source à l'article, son insertion dans le texte est à faire par les notes de bas de page.
- La présentation des références doit suivre les conventions bibliographiques. Il est recommandé d'utiliser les modèles {{Ouvrage}}, {{Chapitre}}, {{Article}}, {{Lien web}} et/ou {{Bibliographie}}. Le mode d'édition visuel peut mettre en forme automatiquement les références.
- Insérer une infobox (cadre d'informations à droite) n'est pas obligatoire pour parachever la mise en page.

Pour une aide détaillée, merci de consulter Aide:Wikification.
Si vous pensez que ces points ont été résolus, vous pouvez retirer ce bandeau et améliorer la mise en forme d'un autre article.
Pour les articles homonymes, voir Nottebohm.
Rudolf-Dietrich Nottebohm (3 juillet 1937 à Düsseldorf - 4 février 2014 à Neuss) est un auteur allemand de romans policiers et de scénarios.

## Vie
Rudolf Nottebohm a d'abord étudié l'économie à Hambourg et à Kiel jusqu'à l'obtention de son diplôme, suivi d'études à la Hochschule für Film und Fernsehen de Munich. Depuis 1970, il travaille comme auteur indépendant pour le cinéma et la télévision. Son premier roman policier, Per Anruf ins Nirwana, a été publié en 1982 dans la série des thrillers rororo et compte, tout comme son successeur Dein Blut fließt auch nicht anders, parmi les polars sociocritiques des années 1980. Outre les scénarios de séries télévisées, il a également été l'auteur de nombreux reportages et documentaires.

## Œuvres (sélection)

### Fiction
- 1982 : Per Anruf ins Nirwana, rororo 2597 OA
- 1984 : Ton sang ne coule pas non plus autrement, rororo 2682
- 2008 : Ibrahim und die heilige Nacht - neue Geschichten zur Weihnacht, Augsburg : St. Ulrich Verlag
- 2013 : Il est arrivé 1913 1944 1989 2010 - Histoires de Noël, Berlin : epubli

### Livres spécialisés
- avec Klaus Gallas : Crète - Origine de l'Europe. Avec le texte original de Rudolf Nottebohm pour la série télévisée du même nom. Hirmer, Munich, 1984.
- avec Hans-Jürgen Panitz : Presque un siècle - Luis Trenker. Herbig, Munich 1987.
- La crèche de Bergau - une histoire de Noël. Ludwig, Munich, 1991.
- avec Birgit Müller : Plaisirs verts. Recettes de légumes de Toscane. Textes et recettes : Birgit Müller. Photogr. et titres des photos : Rudolf Nottebohm.Hugendubel, Munich 1993.

### Scénarios
- 1974 : Engadiner Bilderbogen (ZDF, 13 épisodes, réalisateur : Gerd Oelschlegel)
- 1976 : Ein Fall für Stein (série télévisée, ZDF, cinq épisodes)[3]
- 1983 : Es muss nicht immer Mord sein - Eine Kerze lang (épisode de série, ZDF, réalisateur : Michael Mackenroth)
- 1983 : Der Trotzkopf (série télévisée, Infafilm pour BR, 8 épisodes d'après les romans d'Emmy von Rhoden, réalisateur : Helmuth Ashley)